# Порча
Порча (словац. Porča) — річка; ліва притока Бодви, протікає в окрузі Кошиці-околиця.
Довжина приблизно 4,5-4,7 км. Витік знаходиться в масиві Воловські гори (геоморфологічна підодиниця Койшовська голя; схил гори Штоський верх) — на висоті приблизно 770 метрів.
Протікає територією села Штос. Впадає у Бодву на висоті 360-365 метрів.